# Gegen Torheit gibt es kein Mittel
Gegen Torheit gibt es kein Mittel ist ein lustiges Trauerspiel in drei Abteilungen von Johann Nestroy. Das Stück entstand 1838 und wurde am 3. November dieses Jahres im Theater an der Wien als Benefizabend für den Schauspieler Franz Gämmerler uraufgeführt.

## Inhalt
Der Jüngling:
Richard Berg fürchtet um seinen Bruder Simplicius, der wegen seiner Dummheit stets auf jeden Gauner hereinfällt und dabei sein väterliches Erbe verschleudert. Sein einfältiger Diener Anselm macht bei jedem Unsinn mit. Die kokette Aglaja will Simplicius sofort heiraten, nachdem er sie nur einmal kurz gesehen hat. Obwohl er miterlebt, wie sie ihn mit Monsieur Narciß betrügt, wird er durch ihre Krokodilstränen und die Lügen ihrer Mutter, Frau von Perlthau, schlau hinters Licht geführt:
„Also wirklich? Sie hegen so unwürdigen Verdacht gegen diesen Engel? Den Schlag überlebt sie nicht.“ (Erste Abteilung, zwanzigste Szene)
Der Mann:
Sieben Jahre später verspielt Simplicius – inzwischen Witwer geworden – in einer Spielbank sein restliches Erbe, das ihm Richard übergeben hatte, nur mehr 800 Gulden bleiben ihm. Der listige Patschiparoli redet ihm ein, dass er die Tochter Blandine des reichen Schierling heiraten müsse, um sich zu sanieren. Tatsächlich ist Schierling ebenfalls pleite und hofft auf den reichen Schwiegersohn. Patschiparoli bringt Simplicius dazu, auch noch die letzten Gulden an ihn zu verschenken. Der gegenseitige Betrug fliegt auf, Schierling wird in Schuldhaft genommen, Blandine flüchtet mit ihrem Geliebten Florfeld, Simplicius ist der rundum betrogene und Patschiparoli resümiert gelassen:
„Jetzt scheint aber auch meine persönliche Sicherheit etwas auf die Spitze gestellt zu sein. Kinderei, eh' sie mir zu Leibe gehen, wird ein geschickter Saltomortale über die Grenze gemacht.“ (Zweite Abteilung, fünfundzwanzigste Szene)
Der Greis:
Richard wird zu seinem Sohn nach Amerika auswandern, was alle seine Angestellten sehr betrübt, auch Anselm. Der glaubt, alle Männer würden seiner Gattin Barbara nachstellen, seine beiden Töchter will er verheiraten, jedoch als Erste unbedingt Claire, die Ältere. Der völlig verarmte Simplicius ist Zettelausträger in Patschiparolis Seiltänzertruppe, die er einst mit dem letzten Geld seines Erbes mitgegründet hat. Da er alt geworden ist und nichts mehr besitzt, darf er nicht einmal mehr den Bajazzo spielen, sondern muss Handlangerdienste leisten. Sein Bruder will ihm vor der Abreise trotz aller schlechten Erfahrungen noch einmal mit einer großen Geldsumme helfen. Aber der unverbesserliche Dummkopf verliebt sich sofort in die junge Claire, überredet deren Eltern Anselm und Barbara, sie ihm zur Frau zu geben und führt die kaum 20-jährige trotz ihrer Verzweiflung darüber zur Hochzeit.
„Die Eltern sind auf meiner Seiten und sie muß, da nutzt nix! Ich bin außer mir vor Seligkeit!“ (Dritte Abteilung, einundzwanzigste Szene)
Trotz allen Zuredens von Richard und Florfeld bleibt er stur und rennt mit Sicherheit wiederum in sein Unglück. Richard resigniert endgültig und reist ab:
„Er blieb ein Tor und leider seh' ich's jetzt erfüllt, was du mir einst prophetisch zugerufen: Gegen Dummheit kämpfen Götter selbst vergebens – fort!“ (Dritte Abteilung, einundzwanzigste Szene)

## Werksgeschichte
Eine Vorlage für Nestroys Stück ist nicht nachweisbar, die einzelnen Motive der Handlung sind allerdings traditionelle Versatzstücke des Alt-Wiener Volkstheaters. Da das Werk, ebenso wie einige andere seiner Versuche, Ernsthaftes auf die Bühne zu bringen, keinen Publikumserfolg hatte, kehrte er vom moralisierenden Volksstück nach dem Vorbild Ferdinand Raimunds mit dem Stück Die verhängnisvolle Faschingsnacht wieder zu seinem ureigensten Gebiet, der Posse, zurück.
Johann Nestroy spielte den Simplicius Berg, Wenzel Scholz den Anselm, Alois Grois den Schnapp und den Kutscher Lorenz, Ignaz Stahl den Schierling, Friedrich Hopp den Patschiparoli, Franz Gämmerler den Florfeld, Eleonore Condorussi die Aglaja, Nestroys Lebensgefährtin Marie Weiler die Kathi. Der Benefiziant Gämmerler gab den Dichter Florfeld.
Die Originalhandschrift und die Theatermanuskripte sind nicht mehr auffindbar; der Text stützt sich auf Vinzenz Chiavacci/Ludwig Ganghofer: Nestroys Gesammelte Werke. (Bonz Verlag, Stuttgart 1890), das wahrscheinlich auf ein Theatermanuskript zurückzuführen ist.
Die Originalpartitur von Adolf Müller ist erhalten, Titel: Gegen Thorheit giebt es kein Mittel. Lustiges Trauerspiel in 3 Aufzügen von Joh. Nestroy. Musik von Adolf Müller 1838. Das erste Mal aufgeführt im k. k. priv. Theater a. d. Wien den 3ten Novem. 1838. Der ursprüngliche Titel Dummheit ist durchgestrichen. Die Partitur enthält neben den Noten auch einige Texte der Gesangsstücke.
1973 wurde das Stück am Wiener Volkstheater unter Gustav Manker mit Herbert Propst (Simplicius Berg), Heinz Petters (Anselm), Brigitte Swoboda (Aglaja), Rudolf Strobl (Patschiparoli, früher Seiltänzer, jetzt Croupier), Hilde Sochor (Kathi, Oberkellnerin), Walter Langer (Schierling) und Franz Morak (Balance) aufgeführt.

## Zeitgenössische Rezeption
Die Ablehnung dieses Werkes durch die Theaterkritiker war ziemlich einhellig; es wurde zu Recht erkannt, dass der Satiriker Nestroy sich mit diesem Genre in eine Sackgasse zwischen Tragik und Possenhaftigkeit begeben hatte.
In der an sich nestroyfreundlichen Wiener Theaterzeitung von Adolf Bäuerle war am 5. November 1838 zu lesen:
„Die Idee, daß ein Dümmling unverbesserlich sei, auf diese Weise anschaulich gemacht, kann keine dramatische Wirkung haben. Simplicius ist hier zum Teil Dummkopf, zum Teil Schuft, und Albernheit und Nichtswürdigkeit gehen fast Hand in Hand bei ihm. Auf diese Weise ist durchaus kein Interesse an ihm zu finden.“
Gelobt wurde neben dem Spiel Nestroys und Scholz’ besonders Marie Weiler, die für das Quodlibet des zweiten Aktes (26. Szene) spontanen Beifall erhalten habe und mehrmals mit Nestroy herausgerufen wurde.
Die Wiener Zeitschrift für Kunst, Literatur, Theater und Mode schrieb am 10. November:
„Eigentlich laufen die Tendenzen der heutigen Pièce auf die Lehre hinaus, daß eingefleischte Liederlichkeit unverbesserlich sei, und dies gibt jedenfalls, mag auch die Wahrheit darin unleugbar sein, einen trostlosen Hintergrund, wenn es nicht sogar gefährlich ist, einen Taugenichts der verwerflichsten Art zum Träger eines komischen Stoffes zu machen, über dessen heitere Seite man die ernste Maske des dramatischen Januskopfes vergißt.“
Die Akteure wurden allerdings ebenfalls sehr gelobt, dennoch sei die Aufnahme durch das Publikum ungünstig gewesen.
Der Sammler vom 8. November war ähnlich negativer Ansicht:
„Allein das gegenwärtige Werk hat die Ansprüche, zu welchen der Name des Autors berechtigt, nicht nur nicht befriedigt, sondern es ist noch tiefer zu rangieren als z. B. ‚Der Treulose‘, ‚Das Haus der Temperamente‘ u. m. a.; es ist mittelmäßig und ist sowohl in der Idee als auch in der Ausführung verfehlt. […] Die fleißige Darstellung der Pièce verdient ein Lob.“

## Spätere Interpretationen
Helmut Ahrens vermerkt, Nestroy habe versucht, sich stärker im gesamten Volkskomödien-Bereich zu profilieren, der von Raimund vorgegeben worden war. Er wolle in diesem Stück moralisierende Elemente des Volkstheaters mit Szenerie und Dialogen der Posse vereinen, was ihm allerdings nur stellenweise gelinge. Zur Handlung vermerkt Ahrens lakonisch:
„Kurzum: Alles ist umsonst, der Dumme bleibt dumm, der Törichte töricht – ein melancholisches, trauriges Stück.“
Bei Otto Rommel ist zu lesen, dass „nur ein ausgesprochener Verstandesmensch wie Nestroy“ (Zitat) ein solches Thema auf derartige Art behandeln könne. Ohne auch nur einen Hauch von verstehendem Mitleid, eher sogar mit triumphierender Grausamkeit werde die Hauptperson dem Publikum vorgeführt. Dieser Mangel an psychologischer Weiterentwicklung lähme allerdings das Interesse an Simplicius’ Problem.